# 上德富車站
上德富站（日语：／ Kamitoppu eki */?）是位於北海道樺戶郡新十津川町上德富，隸屬於日本國有鐵道（國鐵）札沼線，已廢除的鐵路車站。
「德富」來自阿伊努語的「tuk」，意思是隆起。

## 歷史
- 1931年（昭和6年）10月10日 - 札沼北線石狩沼田至中德富（初代，現在的新十津川）開始營運。
- 1943年（昭和18年）10月3日 - 由於太平洋戰爭擴大，石狩月形至石狩追分路段作為不要不急線要停止營運。
- 1953年（昭和28年）11月3日 - 札沼線浦臼至雨龍路段恢復營運。
- 1964年（昭和39年）4月1日 - 車站業務委託化。
- 1972年（昭和47年）6月19日 - 札沼線新十津川至石狩沼田路段廢除，本車時同時廢站。

## 車站構造
站房位於札幌方向的左方東側，為類似島式的側式月台1面1線的地面車站。月台與站房之間設有1條貨物線。此外，貨物裝卸線與列車路軌為一線貫通的狀態，與石狩追分站相似。貨物月台位於站房旁往札幌方向。

## 車站周邊
站房被利用為農業機械的倉庫，於2008年拆卸。而站長及助理使用的宿舍則被售予民間。
而車站的標誌則在鄉土資料館展示。
- 國道275號
- 北海道中央巴士「大和市街」站牌
  - JR北海道巴士石狩線廢除後的替代路線。

## 相鄰車站
日本國有鐵道
札沼線
石狩橋本－上德富－北上德富